# 카메룬의 경제
카메룬의 경제는 독립 후 25년 동안 아프리카에서 가장 번영한 경제 중 하나였다. 1980년대 중반 석유, 코코아, 커피, 면섬유 등 주요 수출품에 대한 상품 가격의 하락은 과대평가된 통화 및 경제 실정과 함께 10년 동안의 경기 침체로 이어졌다. 1인당 실질 GDP는 1986년부터 1994년까지 60% 이상 감소했다. 경상수지와 재정적자는 더 커졌고 외채는 증가했다. 하지만 석유 매장량과 유리한 농업 상황 때문에 카메룬은 여전히 사하라 이남 아프리카에서 가장 부유한 1차 상품 경제국 중 하나를 가지고 있다.

## 금융 및 은행
카메룬의 금융 시스템은 CEMAC 지역에서 가장 크다. 금융 서비스에 대한 접근은 특히 중소기업에게 제한적이다. 은행이 대기업과 거래하는 전통적인 경향과는 별도로, 중소기업에 대한 대출 금리가 15퍼센트로 상한선을 두고 있고 높은 세금이 부과되는 것을 결정하는 요소들도 발견된다. 2006년 현재 중소기업에 대한 은행 대출은 총 미지불 대출의 15퍼센트에 거의 도달하지 못했다.
카메룬 국민의 5퍼센트 미만이 은행 계좌에 접근할 수 있다. 마이크로파이낸스 부문은 결과적으로 점점 더 중요해지고 있지만, 마이크로파이낸스 기관(MFI)에 대한 느슨한 규제 및 감독 프레임워크로 인해 그 개발이 방해받고 있다. 은행권은 외국계 시중은행에 집중돼 있다. 시중은행 11곳 중 6곳이 외국인 소유로 전체 금융시스템 자산의 50% 이상을 보유하고 있다. 외국계 은행들은 대체로 부실비율이 좋은 반면 국내 소형 은행들은 훨씬 약한 편이다. CEMAC 지역의 은행 평균보다 훨씬 낮은 자본금이며 수익은 국내 외국 은행들의 20퍼센트에 비해 2퍼센트에 가깝다. 이는 2007년에 12퍼센트에 달했던 높은 수준의 부실 대출로 부분적으로 설명되며, 대부분의 은행들이 초과 적립금을 예금의 퍼센트로 보유하고 있고 활용되지 않는 유동성이 많다.
카메룬 금융제도는 2018년 국제 통화 기금(IMF)이 카메룬 북서부 및 남서부 지역 불안, 석유수입 손실, 항만시설 납품 실패, 성숙한 유전 생산 감소 등을 메우기 위해 과세 기준을 늘려달라고 요청하고 있다.

## 거시경제동향

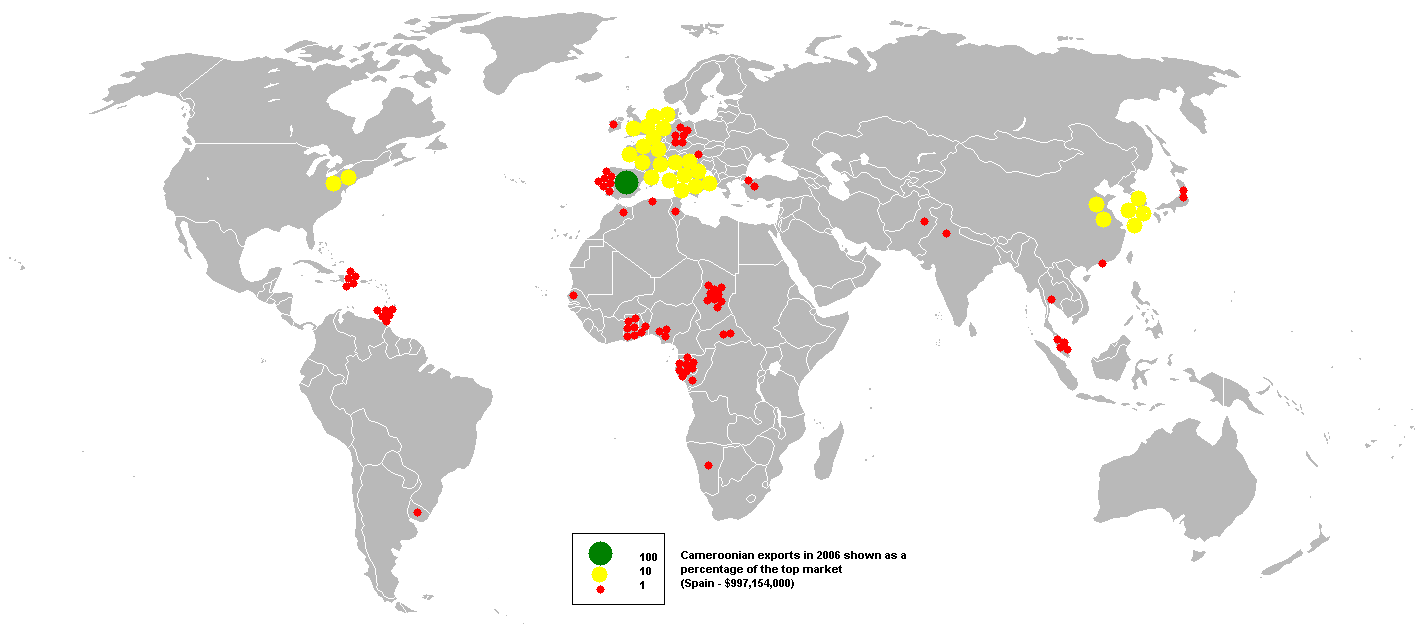
2006년 카메룬 수출

카메룬은 1977년에 산유국이 되었다. 당국은 어려운 시기에 대비해 매장량을 늘리겠다고 주장하며, 석유 수입을 총불확률로 관리하고 있다(자금은 파리, 스위스 및 뉴욕 계좌에 보관됨). 그래서 수십억 달러가 석유회사와 정권 관계자들에게 유용하다. 카메룬에서 프랑스와 9,000명의 국민의 영향력은 여전히 상당하다. 아프리칸 어페어스는 1980년대 초 "독립 이전과 마찬가지로 거의 모든 경제 분야를 지속적으로 지배하고 있다"고 지적했다. 프랑스 국민은 카메룬 경제에서 현대 부문의 55%를 장악하고 있으며, 금융 시스템에 대한 프랑스 국민의 통제는 총체적이다.
그러나 최근의 징후는 고무적이다. 1998년 3월 기준으로, 카메룬의 다섯 번째 국제 통화 기금(IMF) 프로그램( 1997년 8월에 승인된 3년 강화 프로그램)이 궤도에 있다. 카메룬은 유리한 조건으로 파리 클럽 부채를 재조정했다. GDP는 1995년부터 매년 5%씩 성장해 왔다. 카메룬이 오랜 경제난에서 벗어나고 있다는 조심스러운 낙관론이 있다.
프랑스는 카메룬의 주요 무역 파트너이자 민간 투자와 해외 원조의 원천이다. 카메룬은 투자보증협정과 미국과 양자협정을 맺고 있다. 카메룬에 대한 미국의 투자는 약 1백만 달러이며, 대부분은 석유 부문에 투자된다. 인플레이션이 다시 억제되었다. 카메룬은 2035년까지 부상하는 것을 목표로 하고 있다.
정부는 1980년대 후반부터 세계은행과 국제 통화 기금의 지원을 받는 일련의 경제 개혁 프로그램에 착수했다. 정부는 1993년에 공무원 봉급을 65%나 삭감했다. 카메룬과 다른 13개 아프리카 국가의 공통 통화인 CFA 프랑은 1994년 1월에 50% 평가 절하되었다. 정부는 첫 4개 IMF 계획의 조건을 충족시키는데 실패했다.

## 같이 보기
- 카메룬
- 유엔 아프리카 경제 위원회